# Messier 25
Messier M25 (M 25 o IC 4725) és un cúmul obert en la constel·lació de Sagitari. Va Ser descobert per Philippe Loys de Chéseaux en 1745 i inclòs en la llista de Charles Messier en 1764.
M25 està a una distància aproximada de 2.000 anys llum respecte a la Terra. La dimensió espacial d'aquest cúmul és d'aproximadament 19 anys llum d'un extrem a un altre.
El cúmul compta amb 86 estrelles de les quals dues són estrelles gegants de tipus espectral G. Una d'elles és una estrella variable del tipus estrella variable Delta Cefeida anomenada U Sagittarii.